# DJ Switch
DJ Switch, née le 12 décembre 2007, de son vrai nom Erica Armah Bra-Bulu Tandoh, est une disc jockey ghanéenne.

## Biographie
DJ Switch est originaire de Suaman Dadieso, dans l'ouest du Ghana. Elle joue du piano et de la trompette, rappe et suit une formation de danse. Elle est deuxième de cinq enfants, et la seule fille de la fratrie,.
En 2017, elle participe à l'émission de télé-réalité ghanéenne Talented Kidz, organisée par TV3, auquel elle est inscrite par sa mère. Elle souhaite auditionner pour l'émission en présentant des poèmes qu'elle a écrits, mais ses parents l'encouragent à faire quelque chose de plus sensationnel, ce qui motive son orientation vers la musique. Ils embauchent un DJ qui lui apprend les bases du mixage en cinq jours avant l'audition. En remportant l'émission, elle gagne un prix financier ainsi qu'une bourse d'études. Elle joue ensuite à la conférence Women Deliver à Vancouver.
En 2018, elle reçoit le prix de meilleure découverte de l'année aux Ghana DJ Awards. Sa mère, Lilian Oduro Mensah, gère ses affaires professionnelles et écrit certains de ses textes. Elles s'accordent à dire que la musique n'est pas une carrière pour elle : à dix ans, DJ Switch affirme en interview vouloir devenir gynécologue. Elle déménage la même année à Accra, où elle étudie à la Talented Royal International School. Elle joue à la soirée Goalkeepers (en) organisée par la Fondation Bill-et-Melinda-Gates,.
En 2019, elle est mise en avant par Roc Nation à l'occasion du mois de l'histoire des Noirs. En mai 2019, elle joue avec Wyclef Jean à New York pour l'association Room to Read,. Elle fonde en parallèle la DJ Switch Foundation, qui se concentre sur l'accès des jeunes filles à l'éducation et sur l'éradication du mariage forcé des enfants. Elle remporte le prix de meilleur DJ des Ghana DJ Awards,. Ce prix cause une controverse, une partie du public faisant remarquer qu'elle est trop jeune pour un prix sur l'ensemble de sa carrière et d'autres personnes soulignant que son manager est l'organisateur du prix. Elle joue à la conférence des dirigeants africains de l'Organisation des Nations unies.
En 2020, elle intègre la liste des 100 enfants prodiges des Global Child Prodigy Awards,. Elle remporte le prix de meilleure jeune DJ de l'année aux Ghana DJ Awards.
En 2021, la fondation DJ Switch lance un nouveau programme, « Community Reads », dans le cadre duquel elle fournit des livres à des écoles primaires rurales. Elle remporte le prix de meilleure jeune artiste de l'International Reggae and World Music Awards.

## Prix et récompenses
- 2018 : Ghana DJ Awards, Meilleure découverte de l'année[2]
- 2019 : Ghana DJ Awards, Meilleure DJ (catégorie mixte)[10]
- 2019 : Ghana DJ Awards, Meilleure DJ (catégorie féminine)[11]
- 2019 : 100 enfants prodiges, Global Child Prodigy Awards[10],[14]
- 2020 : Ghana DJ Awards, Meilleure jeune DJ[15]
- 2021 : International Reggae and World Music Awards, meilleure jeune artiste[16]